# 17.º Batallón de Ingenieros de la Luftwaffe
El 17.º Batallón de Ingenieros de la Luftwaffe (17. Luftwaffen-Pionier-Bataillon) fue una unidad de la Luftwaffe durante la Segunda Guerra Mundial.

## Historia
Fue formado en diciembre de 1942 desde VII Comando Administrativo Aéreo con tres compañías y una columna. El 1 de noviembre de 1943 los componentes fueron absorbidos por el ejército y el batallón fue renombrado como 17.º Batallón de Ingenieros (L).

## Servicios
- Bajo la 17.ª División de Campaña de la Fuerza Aérea.